# Francueil
Francueil é uma comuna francesa na região administrativa do Centro, no departamento Indre-et-Loire. Estende-se por uma área de 12,9 km². Em 2010 a comuna tinha 1 414 habitantes (densidade: 109,6 hab./km²).